# عجوقة صخرية
عجوقة صخرية (الاسم العلمي: Ajuga saxicola) هي نوع من النباتات تتبع جنس العجوقة من الفصيلة الشفوية.